# Ернесто Брамбила
Ернесто Брамбила (на италиански: Ernesto Brambilla) е бивш пилот от Формула 1. Роден на 31 януари 1934 г. в Монца, Италия.

## Формула 1
Ернесто Брамбила прави своя дебют във Формула 1 в Голямата награда на Италия през 1963 г. В световния шампионат записва 2 състезания като не успява да спечели точки, състезава се за Скудерия Чентро Сюд и Ферари.